# سكوت بوين
سكوت بوين (بالإنجليزية: Scott Bowen)‏ هو لاعب اتحاد الرغبي أسترالي، ولد في 20 سبتمبر 1972 في سيدني في أستراليا.

## وصلات خارجية
- سكوت بوين عل موقع إسبنسكروم (الإنجليزية)
- سكوت بوين على موقع ItsRugby.co.uk (الإنجليزية)